# Кашмар
Кашмар (перс. کاشمر) је град на североистоку Ирана и део је покрајине Разави Хорасан. До пре два века овај град је носио име Торшиз (перс. ترشیز). Према попису из 2006. године, има 81.527 становника и 21.947 породица.

## Клима
| Клима Kashmar              | Клима Kashmar | Клима Kashmar | Клима Kashmar | Клима Kashmar | Клима Kashmar | Клима Kashmar | Клима Kashmar | Клима Kashmar | Клима Kashmar | Клима Kashmar | Клима Kashmar | Клима Kashmar | Клима Kashmar |
| Показатељ \ Месец          | .Јан.         | .Феб.         | .Мар.         | .Апр.         | .Мај.         | .Јун.         | .Јул.         | .Авг.         | .Сеп.         | .Окт.         | .Нов.         | .Дец.         | .Год.         |
| -------------------------- | ------------- | ------------- | ------------- | ------------- | ------------- | ------------- | ------------- | ------------- | ------------- | ------------- | ------------- | ------------- | ------------- |
| Максимум, °C (°F)          | 9,5 (49,1)    | 12,4 (54,3)   | 16,8 (62,2)   | 22,3 (72,1)   | 29,2 (84,6)   | 34,0 (93,2)   | 35,7 (96,3)   | 36,2 (97,2)   | 31,9 (89,4)   | 25,9 (78,6)   | 18,1 (64,6)   | 12,0 (53,6)   | 23,67 (74,6)  |
| Просек, °C (°F)            | 3,3 (37,9)    | 6,1 (43)      | 10,3 (50,5)   | 15,3 (59,5)   | 21,2 (70,2)   | 25,6 (78,1)   | 27,9 (82,2)   | 27,4 (81,3)   | 22,9 (73,2)   | 17,0 (62,6)   | 10,3 (50,5)   | 5,3 (41,5)    | 16,05 (60,88) |
| Минимум, °C (°F)           | −2,9 (26,8)   | −0,1 (31,8)   | 3,9 (39)      | 8,4 (47,1)    | 13,3 (55,9)   | 17,3 (63,1)   | 20,2 (68,4)   | 18,6 (65,5)   | 13,9 (57)     | 8,2 (46,8)    | 2,6 (36,7)    | −1,4 (29,5)   | 8,5 (47,3)    |
| Количина падавина, mm (in) | 29 (1,14)     | 24 (0,94)     | 31 (1,22)     | 37 (1,46)     | 17 (0,67)     | 2 (0,08)      | 0 (0)         | 0 (0)         | 0 (0)         | 6 (0,24)      | 13 (0,51)     | 19 (0,75)     | 178 (7,01)    |
| Извор:                     |               |               |               |               |               |               |               |               |               |               |               |               |               |